# NGC 5691
NGC 5691 é uma galáxia espiral barrada (SBa/P) localizada na direcção da constelação de Virgo. Possui uma declinação de -00° 23' 53" e uma ascensão recta de 14 horas, 37 minutos e 53,4 segundos.
A galáxia NGC 5691 foi descoberta em 11 de Abril de 1787 por William Herschel.